# Campionat de Catalunya de natació - 1500 metres lliures
Els 1500 metres lliures és una prova del Campionat de Catalunya de natació que es realitza des del 1921 en categoria masculina i des del 2001 en categoria femenina. Se celebrà per primer cop a la quarta edició del Campionat de Catalunya, després que el febrer d'aquell mateix any és constituís oficialment la Federació Catalana de Natació Amateur (FCNA). La federació normalitzà les distàncies de les proves per tal d'homologar-les a nivell internacional i celebrà els campionats en piscines de format regulat. Durant molts anys, la prova de fons de les proves de natació en piscina fou els 1500 metres lliures per a la categoria masculina i els 800 metres lliures en categoria femenina. No fou fins a la temporada 2000-01 quan homes i dones començaren a competir de forma oficial en 800 i 1500 metres lliures respectivament.
El primer guanyador de la prova fou Josep Maria Puig Bori, nedador del CN Barcelona, amb un temps de 29 minuts i 53 segons. En la segona edició, l'any 1922, Ricard Arruga Liró guanyà amb un temps de 28 minuts i 49 segons. L'any 1925 Ramon Artigas, de l'Atlètic, guanyà el seu primer campionat baixant més de tres minuts el temps d'Arruga (25:42.0). Dos anys més tard el mateix Artigas guanyà baixant en uns dos minuts el seu propi temps. L'any 1960, el gran campió del Sabadell Miquel Torres i Bernades fou el primer nedador que guanyà amb un temps per sota dels 20 minuts i el 1983, Xavier Torrallardona, també del Sabadell, guanyà amb un temps per sota dels 16 minuts. La primera campiona femenina fou Mireia Gómez Albareda, del CN Catalunya, amb un temps de 17 minuts i 26 segons.
Fins a l'any 2023, els nedadors amb més títols en categoria masculina són Xavier Torrallardona Cáceres amb 7 campionats, seguit de Ramon Artigas Rigual i Antoni Corell Fornet, ambdós amb 6 títols. En categoria femenina, Erika Villaécija i García ha guanyat 3 campionats.

## Historial

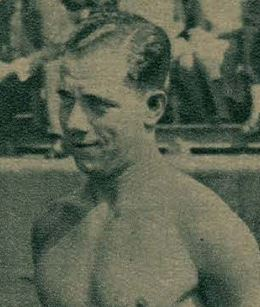
Ramon Artigas dominà el campionat durant els anys vint i trenta del.

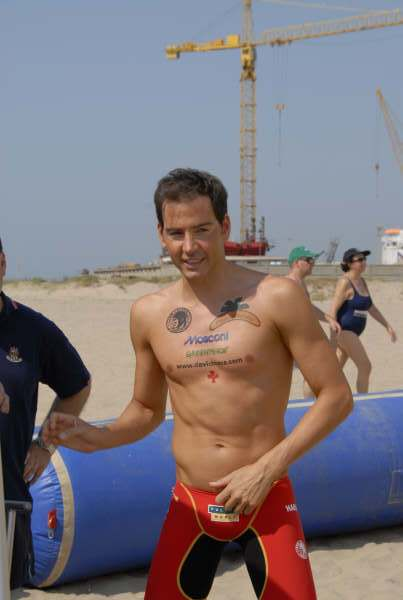
David Meca guanyà cinc cops el Campionat de Catalunya durant els anys noranta.

| Edició                                              | Data    | Competició masculina            | Competició masculina            | Competició masculina            | Competició femenina               | Competició femenina               | Competició femenina               | refs.       |
| Edició                                              | Data    | Campió                          | Club                            | Temps                           | Campiona                          | Club                              | Temps                             | refs.       |
| --------------------------------------------------- | ------- | ------------------------------- | ------------------------------- | ------------------------------- | --------------------------------- | --------------------------------- | --------------------------------- | ----------- |
| IV                                                  | 1921    | Josep M. Puig Bori              | CN Barcelona                    | 29:53.6                         | la prova femenina començà el 2001 | la prova femenina començà el 2001 | la prova femenina començà el 2001 | [ 2 ] [ 3 ] |
| V                                                   | 1922    | Ricard Arruga Liró              | CN Barcelona                    | 28:49.4                         | la prova femenina començà el 2001 | la prova femenina començà el 2001 | la prova femenina començà el 2001 | [ 2 ] [ 3 ] |
| VI                                                  | 1923    | Rafael Domingo                  | CN Athletic                     | 28:00.0                         | la prova femenina començà el 2001 | la prova femenina començà el 2001 | la prova femenina començà el 2001 | [ 2 ] [ 3 ] |
| VII                                                 | 1924    | Josep M. Puig Bori              | CN Barcelona                    | 27:28.0                         | la prova femenina començà el 2001 | la prova femenina començà el 2001 | la prova femenina començà el 2001 | [ 2 ] [ 3 ] |
| VIII                                                | 1925    | Ramon Artigas                   | CN Athletic                     | 25:42.0                         | la prova femenina començà el 2001 | la prova femenina començà el 2001 | la prova femenina començà el 2001 | [ 2 ] [ 3 ] |
| IX                                                  | 1926    | Ramon Artigas                   | CN Athletic                     | 25:27.6                         | la prova femenina començà el 2001 | la prova femenina començà el 2001 | la prova femenina començà el 2001 | [ 2 ] [ 3 ] |
| X                                                   | 1927    | Ramon Artigas                   | CN Athletic                     | 23:44.6                         | la prova femenina començà el 2001 | la prova femenina començà el 2001 | la prova femenina començà el 2001 | [ 2 ] [ 3 ] |
| XI                                                  | 1928    | Ramon Artigas                   | CN Athletic                     | 23:30.0                         | la prova femenina començà el 2001 | la prova femenina començà el 2001 | la prova femenina començà el 2001 | [ 2 ] [ 3 ] |
| XII                                                 | 1929    | Sema Palatchi                   | CN Barcelona                    | 23:28.2                         | la prova femenina començà el 2001 | la prova femenina començà el 2001 | la prova femenina començà el 2001 | [ 2 ] [ 3 ] |
| XIII                                                | 1930    | Ramon Artigas                   | CN Athletic                     | 25:00.7                         | la prova femenina començà el 2001 | la prova femenina començà el 2001 | la prova femenina començà el 2001 | [ 2 ] [ 3 ] |
| XIV                                                 | 1931    | Ramon Artigas                   | CN Athletic                     | 23:47.0                         | la prova femenina començà el 2001 | la prova femenina començà el 2001 | la prova femenina començà el 2001 | [ 2 ] [ 3 ] |
| XV                                                  | 1932    | no es disputà entre 1932 i 1936 | no es disputà entre 1932 i 1936 | no es disputà entre 1932 i 1936 | la prova femenina començà el 2001 | la prova femenina començà el 2001 | la prova femenina començà el 2001 | [ 2 ] [ 3 ] |
| XVI                                                 | 1933    | no es disputà entre 1932 i 1936 | no es disputà entre 1932 i 1936 | no es disputà entre 1932 i 1936 | la prova femenina començà el 2001 | la prova femenina començà el 2001 | la prova femenina començà el 2001 | [ 2 ] [ 3 ] |
| XVII                                                | 1934    | no es disputà entre 1932 i 1936 | no es disputà entre 1932 i 1936 | no es disputà entre 1932 i 1936 | la prova femenina començà el 2001 | la prova femenina començà el 2001 | la prova femenina començà el 2001 | [ 2 ] [ 3 ] |
| XVIII                                               | 1935    | no es disputà entre 1932 i 1936 | no es disputà entre 1932 i 1936 | no es disputà entre 1932 i 1936 | la prova femenina començà el 2001 | la prova femenina començà el 2001 | la prova femenina començà el 2001 | [ 2 ] [ 3 ] |
| XIX                                                 | 1936    | no es disputà entre 1932 i 1936 | no es disputà entre 1932 i 1936 | no es disputà entre 1932 i 1936 | la prova femenina començà el 2001 | la prova femenina començà el 2001 | la prova femenina començà el 2001 | [ 2 ] [ 3 ] |
| no es disputà entre 1937 i 1938 per la Guerra Civil |         |                                 |                                 |                                 |                                   |                                   |                                   |             |
| XX                                                  | 1939    | Joan Mateu Armengol             | CN Athletic                     | 23:45.8                         | la prova femenina començà el 2001 | la prova femenina començà el 2001 | la prova femenina començà el 2001 | [ 2 ] [ 3 ] |
| XXI                                                 | 1940    | no es disputà entre 1940 i 1941 | no es disputà entre 1940 i 1941 | no es disputà entre 1940 i 1941 | la prova femenina començà el 2001 | la prova femenina començà el 2001 | la prova femenina començà el 2001 | [ 2 ] [ 3 ] |
| XXII                                                | 1941    | no es disputà entre 1940 i 1941 | no es disputà entre 1940 i 1941 | no es disputà entre 1940 i 1941 | la prova femenina començà el 2001 | la prova femenina començà el 2001 | la prova femenina començà el 2001 | [ 2 ] [ 3 ] |
| XXIII                                               | 1942    | Vicenç Olmos Ayza               | CN Barceloneta                  | 22:45.9                         | la prova femenina començà el 2001 | la prova femenina començà el 2001 | la prova femenina començà el 2001 | [ 2 ] [ 3 ] |
| XXIV                                                | 1943    | Vicenç Olmos Ayza               | CN Barceloneta                  | 22:40.8                         | la prova femenina començà el 2001 | la prova femenina començà el 2001 | la prova femenina començà el 2001 | [ 2 ] [ 3 ] |
| XXV                                                 | 1944    | Josep Prats                     | CN Igualada                     | 24:26.8                         | la prova femenina començà el 2001 | la prova femenina començà el 2001 | la prova femenina començà el 2001 | [ 2 ] [ 3 ] |
| XXVI                                                | 1945    | Santiago Esteva Simeón          | CN Reus Ploms                   | 23:52.1                         | la prova femenina començà el 2001 | la prova femenina començà el 2001 | la prova femenina començà el 2001 | [ 2 ] [ 3 ] |
| XXVII                                               | 1946    | Santiago Esteva Simeón          | CN Reus Ploms                   | 22:43.3                         | la prova femenina començà el 2001 | la prova femenina començà el 2001 | la prova femenina començà el 2001 | [ 2 ] [ 3 ] |
| XXVIII                                              | 1947    | Santiago Esteva Simeón          | CN Reus Ploms                   | 22:31.5                         | la prova femenina començà el 2001 | la prova femenina començà el 2001 | la prova femenina començà el 2001 | [ 2 ] [ 3 ] |
| XXIX                                                | 1948    | Javier Alberti Cimiano          | CN Barcelona                    | 23:13.0                         | la prova femenina començà el 2001 | la prova femenina començà el 2001 | la prova femenina començà el 2001 | [ 2 ] [ 3 ] |
| XXX                                                 | 1949    | Santiago Esteva Simeón          | Reus Deportiu                   | 21:38.0                         | la prova femenina començà el 2001 | la prova femenina començà el 2001 | la prova femenina començà el 2001 | [ 2 ] [ 3 ] |
| XXXI                                                | 1950    | Santiago Esteva Simeón          | Reus Deportiu                   | 21:43.0                         | la prova femenina començà el 2001 | la prova femenina començà el 2001 | la prova femenina començà el 2001 | [ 2 ] [ 3 ] |
| XXXII                                               | 1951    | Marià Trigo Motillón            | CN Barcelona                    | 21:29.1                         | la prova femenina començà el 2001 | la prova femenina començà el 2001 | la prova femenina començà el 2001 | [ 2 ] [ 3 ] |
| XXXIII                                              | 1952    | Joan Ll. Abellán Palahí         | CN Barcelona                    | 21:38.8                         | la prova femenina començà el 2001 | la prova femenina començà el 2001 | la prova femenina començà el 2001 | [ 2 ] [ 3 ] |
| XXXIV                                               | 1953    | Francesc Gòdia                  | CN Barcelona                    | 21:55.6                         | la prova femenina començà el 2001 | la prova femenina començà el 2001 | la prova femenina començà el 2001 | [ 2 ] [ 3 ] |
| XXXV                                                | 1954    | Agustí Gumbau Gumbau            | CN Barceloneta                  | 21:48.6                         | la prova femenina començà el 2001 | la prova femenina començà el 2001 | la prova femenina començà el 2001 | [ 2 ] [ 3 ] |
| XXXVI                                               | 1955    | Juli Satorre Moxo               | CN Barcelona                    | 21:12.4                         | la prova femenina començà el 2001 | la prova femenina començà el 2001 | la prova femenina començà el 2001 | [ 2 ] [ 3 ] |
| XXXVII                                              | 1956    | Armand Munté Avilés             | CN Barcelona                    | 21:22.4                         | la prova femenina començà el 2001 | la prova femenina començà el 2001 | la prova femenina començà el 2001 | [ 2 ] [ 3 ] |
| XXXVIII                                             | 1957    | Juli Satorre Moxo               | CN Barcelona                    | 20:49.6                         | la prova femenina començà el 2001 | la prova femenina començà el 2001 | la prova femenina començà el 2001 | [ 2 ] [ 3 ] |
| XXXIX                                               | 1958    | José Ant. Abadías Finós         | CN Montjuïc                     | 21:03.5                         | la prova femenina començà el 2001 | la prova femenina començà el 2001 | la prova femenina començà el 2001 | [ 2 ] [ 3 ] |
| XL                                                  | 1959    | José Ant. Abadías Finós         | CN Montjuïc                     | 21:08.8                         | la prova femenina començà el 2001 | la prova femenina començà el 2001 | la prova femenina començà el 2001 | [ 2 ] [ 3 ] |
| XLI                                                 | 1960    | Miquel Torres                   | CN Sabadell                     | 19:38.0                         | la prova femenina començà el 2001 | la prova femenina començà el 2001 | la prova femenina començà el 2001 | [ 2 ] [ 3 ] |
| XLII                                                | 1961    | Miquel Torres                   | CN Sabadell                     | 19:46.0                         | la prova femenina començà el 2001 | la prova femenina començà el 2001 | la prova femenina començà el 2001 | [ 2 ] [ 3 ] |
| XLIII                                               | 1962    | Miquel Torres                   | CN Sabadell                     | 19:05.4                         | la prova femenina començà el 2001 | la prova femenina començà el 2001 | la prova femenina començà el 2001 | [ 2 ] [ 3 ] |
| XLIV                                                | 1963    | Miquel Torres                   | CN Sabadell                     | 18:18.5                         | la prova femenina començà el 2001 | la prova femenina començà el 2001 | la prova femenina començà el 2001 | [ 2 ] [ 3 ] |
| XLV                                                 | 1964    | Eduard Costa Maestre            | CN Montjuïc                     | 19:23.9                         | la prova femenina començà el 2001 | la prova femenina començà el 2001 | la prova femenina començà el 2001 | [ 2 ] [ 3 ] |
| XLVI                                                | 1965    | Miquel Torres                   | CN Sabadell                     | 17:45.3                         | la prova femenina començà el 2001 | la prova femenina començà el 2001 | la prova femenina començà el 2001 | [ 2 ] [ 3 ] |
| XLVII                                               | 1966    | Antoni Corell Fornet            | CN Barcelona                    | 18:37.6                         | la prova femenina començà el 2001 | la prova femenina començà el 2001 | la prova femenina començà el 2001 | [ 2 ] [ 3 ] |
| XLVIII                                              | 1967    | Antoni Corell Fornet            | CN Barcelona                    | 17:58.3                         | la prova femenina començà el 2001 | la prova femenina començà el 2001 | la prova femenina començà el 2001 | [ 2 ] [ 3 ] |
| XLIX                                                | 1968    | Antoni Corell Fornet            | CN Barcelona                    | 17:26.8                         | la prova femenina començà el 2001 | la prova femenina començà el 2001 | la prova femenina començà el 2001 | [ 2 ] [ 3 ] |
| L                                                   | 1969    | Santiago Esteva Escoda          | CN Sabadell                     | 17:14.3                         | la prova femenina començà el 2001 | la prova femenina començà el 2001 | la prova femenina començà el 2001 | [ 2 ] [ 3 ] |
| LI                                                  | 1970    | Antoni Corell Fornet            | CN Barcelona                    | 17:31.2                         | la prova femenina començà el 2001 | la prova femenina començà el 2001 | la prova femenina començà el 2001 | [ 2 ] [ 3 ] |
| LII                                                 | 1971    | Antoni Corell Fornet            | CN Barcelona                    | 17:27.5                         | la prova femenina començà el 2001 | la prova femenina començà el 2001 | la prova femenina començà el 2001 | [ 2 ] [ 3 ] |
| LIII                                                | 1972    | Antoni Corell Fornet            | CN Barcelona                    | 17:12.8                         | la prova femenina començà el 2001 | la prova femenina començà el 2001 | la prova femenina començà el 2001 | [ 2 ] [ 3 ] |
| LIV                                                 | 1973    | Gabriel Masfurroll              | CN Barcelona                    | 18:25.7                         | la prova femenina començà el 2001 | la prova femenina començà el 2001 | la prova femenina començà el 2001 | [ 2 ] [ 3 ] |
| LV                                                  | 1974    | Josep Bas Molina                | CN Montjuïc                     | 17:15.9                         | la prova femenina començà el 2001 | la prova femenina començà el 2001 | la prova femenina començà el 2001 | [ 2 ] [ 3 ] |
| LVI                                                 | 1975    | Pere Estrany Calvín             | CN Barcelona                    | 17:54.8                         | la prova femenina començà el 2001 | la prova femenina començà el 2001 | la prova femenina començà el 2001 | [ 2 ] [ 3 ] |
| LVII                                                | 1976    | Antoni Castelló Auqué           | CN Reus Ploms                   | 17:20.1                         | la prova femenina començà el 2001 | la prova femenina començà el 2001 | la prova femenina començà el 2001 | [ 2 ] [ 3 ] |
| LVIII                                               | 1977    | Antoni Castelló Auqué           | CN Reus Ploms                   | 17:24.2                         | la prova femenina començà el 2001 | la prova femenina començà el 2001 | la prova femenina començà el 2001 | [ 2 ] [ 3 ] |
| LIX                                                 | 1978    | Antoni Castelló Auqué           | CN Reus Ploms                   | 17:13.2                         | la prova femenina començà el 2001 | la prova femenina començà el 2001 | la prova femenina començà el 2001 | [ 2 ] [ 3 ] |
| LX                                                  | 1979    | Joan C. Núñez Pérez             | CN Sabadell                     | 17:11.5                         | la prova femenina començà el 2001 | la prova femenina començà el 2001 | la prova femenina començà el 2001 | [ 2 ] [ 3 ] |
| LXI                                                 | 1980    | Xavier Torrallardona            | CN Barcelona                    | 16:48.5                         | la prova femenina començà el 2001 | la prova femenina començà el 2001 | la prova femenina començà el 2001 | [ 2 ] [ 3 ] |
| LXII                                                | 1981    | Xavier Torrallardona            | CN Sabadell                     | 16:39.32                        | la prova femenina començà el 2001 | la prova femenina començà el 2001 | la prova femenina començà el 2001 | [ 2 ] [ 3 ] |
| LXIII                                               | 1982    | Xavier Torrallardona            | CN Sabadell                     | 16:21.5                         | la prova femenina començà el 2001 | la prova femenina començà el 2001 | la prova femenina començà el 2001 | [ 2 ] [ 3 ] |
| LXIV                                                | 1983    | Xavier Torrallardona            | CN Sabadell                     | 15:58.8                         | la prova femenina començà el 2001 | la prova femenina començà el 2001 | la prova femenina començà el 2001 | [ 2 ] [ 3 ] |
| LXV                                                 | 1984    | Xavier Torrallardona            | CN Sabadell                     | 16:11.71                        | la prova femenina començà el 2001 | la prova femenina començà el 2001 | la prova femenina començà el 2001 | [ 2 ] [ 3 ] |
| LXVI                                                | 1985    | Frederic Planas Ferrer          | CN Montjuïc                     | 16:02.41                        | la prova femenina començà el 2001 | la prova femenina començà el 2001 | la prova femenina començà el 2001 | [ 2 ] [ 3 ] |
| LXVII                                               | 1986    | Xavier Torrallardona            | CN Sabadell                     | 15:59.62                        | la prova femenina començà el 2001 | la prova femenina començà el 2001 | la prova femenina començà el 2001 | [ 2 ] [ 3 ] |
| LXVIII                                              | 1986-87 | Xavier Torrallardona            | CN Sabadell                     | 16:17.41                        | la prova femenina començà el 2001 | la prova femenina començà el 2001 | la prova femenina començà el 2001 | [ 2 ] [ 3 ] |
| LXIX                                                | 1987-88 | Xavier Torrallardona            | CN Sabadell                     | 15:42.36                        | la prova femenina començà el 2001 | la prova femenina començà el 2001 | la prova femenina començà el 2001 | [ 2 ] [ 3 ] |
| LXX                                                 | 1988-89 | Sergi Roure Cuspinera           | CN Lleida                       | 16:35.09                        | la prova femenina començà el 2001 | la prova femenina començà el 2001 | la prova femenina començà el 2001 | [ 2 ] [ 3 ] |
| LXXI                                                | 1989-90 | Xavier Lastra Giné              | CN Sabadell                     | 16:18.88                        | la prova femenina començà el 2001 | la prova femenina començà el 2001 | la prova femenina començà el 2001 | [ 2 ] [ 3 ] |
| LXXII                                               | 1990-91 | David Meca                      | CN Sabadell                     | 16:05.39                        | la prova femenina començà el 2001 | la prova femenina començà el 2001 | la prova femenina començà el 2001 | [ 2 ] [ 3 ] |
| LXXIII                                              | 1991-92 | Ignacio Díez Campo              | CN Reus Ploms                   | 15:58.22                        | la prova femenina començà el 2001 | la prova femenina començà el 2001 | la prova femenina començà el 2001 | [ 2 ] [ 3 ] |
| LXXIV                                               | 1992-93 | David Meca                      | CN Sabadell                     | 15:42.60                        | la prova femenina començà el 2001 | la prova femenina començà el 2001 | la prova femenina començà el 2001 | [ 2 ] [ 3 ] |
| LXXV                                                | 1993-94 | David Meca                      | CN Sabadell                     | 16:02.96                        | la prova femenina començà el 2001 | la prova femenina començà el 2001 | la prova femenina començà el 2001 | [ 2 ] [ 3 ] |
| LXXVI                                               | 1994-95 | Ignacio Díez Campo              | CN Sabadell                     | 16:03.11                        | la prova femenina començà el 2001 | la prova femenina començà el 2001 | la prova femenina començà el 2001 | [ 2 ] [ 3 ] |
| LXXVII                                              | 1995-96 | David Meca                      | CN Sabadell                     | 15:48.66                        | la prova femenina començà el 2001 | la prova femenina començà el 2001 | la prova femenina començà el 2001 | [ 2 ] [ 3 ] |
| LXXVIII                                             | 1996-97 | David Meca                      | CN Sabadell                     | 16:08.47                        | la prova femenina començà el 2001 | la prova femenina començà el 2001 | la prova femenina començà el 2001 | [ 2 ] [ 3 ] |
| LXXIX                                               | 1997-98 | Teo Edo Farré                   | CN Hospitalet                   | 15:58.83                        | la prova femenina començà el 2001 | la prova femenina començà el 2001 | la prova femenina començà el 2001 | [ 2 ] [ 3 ] |
| LXXX                                                | 1998-99 | Frederik Hviid Kohler           | CN Sabadell                     | 15:31.18                        | la prova femenina començà el 2001 | la prova femenina començà el 2001 | la prova femenina començà el 2001 | [ 2 ] [ 3 ] |
| LXXXI                                               | 1999-00 | Joan Serra Casals               | CE Mediterrani                  | 16:11.74                        | la prova femenina començà el 2001 | la prova femenina començà el 2001 | la prova femenina començà el 2001 | [ 2 ] [ 3 ] |
| LXXXII                                              | 2000-01 | Daniel Vidal Juncadella         | CE Mediterrani                  | 16:01.01                        | Mireia Gómez Albareda             | CN Catalunya                      | 17:26.93                          | [ 2 ] [ 3 ] |
| LXXXIII                                             | 2001-02 | Javier Núñez Molano             | CN Sabadell                     | 15:39.99                        | no es disputà                     | no es disputà                     | no es disputà                     | [ 2 ] [ 3 ] |
| LXXXIV                                              | 2002-03 | Albert Medrano Arjona           | CN Sabadell                     | 15:47.93                        | Aina Llop Sangenís                | CN Atlètic-Barceloneta            | 17:51.37                          | [ 2 ] [ 3 ] |
| LXXXV                                               | 2003-04 | Javier Núñez Molano             | CN Sabadell                     | 15:45.77                        | sense dades                       | sense dades                       | sense dades                       | [ 2 ] [ 3 ] |
| LXXXVI                                              | 2004-05 | Francisco José Hervás           | CN Hospitalet                   | 15:43.04                        | Erika Villaécija                  | CN Hospitalet                     | 16:25.37                          | [ 2 ] [ 3 ] |
| LXXXVII                                             | 2005-06 | Francisco José Hervás           | CN Hospitalet                   | 15:40.63                        | Aina Llop Sangenís                | CN Atlètic-Barceloneta            | 17:15.94                          | [ 2 ] [ 3 ] |
| LXXXVIII                                            | 2006-07 | Francisco José Hervás           | CN Hospitalet                   | 15:49.72                        | Erika Villaécija                  | CN Hospitalet                     | 16:32.90                          | [ 2 ] [ 3 ] |
| LXXXIX                                              | 2007-08 | Héctor Ruíz Pérez               | CN Figueres                     | 15:55.09                        | Mireia Belmonte                   | CN Hospitalet                     | 16:47.02                          | [ 2 ] [ 3 ] |
| XC                                                  | 2008-09 | Francisco José Hervás           | CN Hospitalet                   | 16:04.59                        | no es disputà                     | no es disputà                     | no es disputà                     | [ 2 ] [ 3 ] |
| XCI                                                 | 2009-10 | Francisco José Hervás           | CN Hospitalet                   | 16:00.35                        | no es disputà                     | no es disputà                     | no es disputà                     | [ 2 ] [ 3 ] |
| XCII                                                | 2010-11 | Antonio Arroyo Pérez            | CN Atlètic-Barceloneta          | 15:57.39                        | Helena Torné Sánchez              | CN Mataró                         | 17:42.18                          | [ 2 ] [ 3 ] |
| XCIII                                               | 2011-12 | Víctor Goicoechea               | CN Sant Andreu                  | 15:47.59                        | Clàudia Dasca                     | CN Sabadell                       | 16:33.59                          | [ 2 ] [ 3 ] |
| XCIV                                                | 2012-13 | Antonio Arroyo Pérez            | CN Atlètic-Barceloneta          | 15:34.57                        | Clàudia Dasca                     | CN Sabadell                       | 16:29.07                          | [ 2 ] [ 3 ] |
| XCV                                                 | 2013-14 | Marc Sánchez Torrens            | CN Sabadell                     | 15:45.44                        | Laura Rodríguez Cao               | CN Sabadell                       | 17:06.64                          | [ 2 ] [ 3 ] |
| XCVI                                                | 2014-15 | Marc Sánchez Torrens            | CN Sabadell                     | 15:41.84                        | Aida Bertrán Izquierdo            | CE Mediterrani                    | 17:16.30                          | [ 2 ] [ 3 ] |
| XCVII                                               | 2015-16 | Antonio Arroyo Pérez            | CN Atlètic-Barceloneta          | 15:19.67                        | Erika Villaécija                  | CN Sabadell                       | 16:41.84                          | [ 2 ] [ 3 ] |
| XCVIII                                              | 2016-17 | Albert Escrits Mañosa           | CN Sant Andreu                  | 15:26.38                        | Judith Navarro Silvestre          | CN Sant Andreu                    | 16:54.88                          | [ 2 ] [ 3 ] |
| XCIX                                                | 2017-18 | Antonio Arroyo Pérez            | CE Mediterrani                  | 15:39.93                        | Judith Navarro Silvestre          | CN Sant Andreu                    | 16:59.79                          | [ 2 ] [ 3 ] |
| C                                                   | 2018-19 | Miguel Durán Navia              | CN Terrassa                     | 15:52.05                        | Aida López Schz-Migallón          | CN Terrassa                       | 17:26.71                          | [ 2 ] [ 3 ] |
| CI                                                  | 2019-20 | Albert Escrits Mañosa           | CN Sant Andreu                  | 15:24.26                        | Mariló Martí Ballester            | CN Mataró                         | 17:32.03                          | [ 2 ] [ 3 ] |
| CII                                                 | 2020-21 | Ferran Julià Tous               | CE Mediterrani                  | 15:34.26                        | Paula Juste Sánchez               | CN Lleida                         | 16:52.88                          | [ 2 ] [ 3 ] |
| CIII                                                | 2021-22 | Guillem Pujol                   | CN Mataró                       | 15:58.10                        | Lara Hernández Tomé               | CN Sabadell                       | 17:15.50                          | [ 2 ] [ 3 ] |
| CIV                                                 | 2022-23 | Albert Escrits Mañosa           | CN Sant Andreu                  | 15:26.86                        | Jimena Pérez Blanco               | CN Barcelona                      | 16:39.73                          | [ 2 ] [ 3 ] |